# Гравюрний кабінет (Берлін)
Берлінський гравюрний кабінет (нім. Kupferstichkabinett Berlin) — мистецьке зібрання у складі Державних музеїв Берліна, найбільша колекція графіки в Німеччини. У фондах музею зберігаються понад 500 тисяч гравюр і близько 110 тисяч інших творів (малюнків, пастелей та акварелей). Гравюрний кабінет розташований в Культурфорумі неподалік від Потсдамської площі в районі Тіргартен.

## Історія
Гравюрний кабінет був створений 1831 hjry на основі художньої колекції з 2 500 малюнків і акварелей, придбаної 1652 року курфюрстом Фрідріхом Вільгельмом. Колекція зберігалася в його придворній бібліотеці. У XIX столітті колекція розширилася за рахунок придбання великих приватних зібрань, наприклад, колекції генерал-поштмейстера Карла Фердинанда Фрідріха фон Наглера в 1835 році, яка складалася з понад 50 тисяч творів, переважно друкованої графіки XV—XVII століть, а також малюнків Альбрехта Дюрера, Матіаса Грюневальда та інших старих німецьких майстрів. У наступні десятиліття колекція поповнилася іншими цінними експонатами, зокрема ілюстраціями Сандро Ботічеллі до «Божественної комедії» Данте.
Тривалий час малюнки німецьких художників XIX і XX століть (зокрема, 6 тисяч аркушів графіки Адольфа Менцеля) збирала Національна галерея. 1986 року цю колекцію було передано в Гравюрний кабінет. Після Другої світової війни колекція гравюрного кабінету була доповнена експресіоністськими роботами, які за часів Третього рейху були оголошені так званим «дегенеративним мистецтвом».
1994 року нова будівля гравюрного кабінету відкрилася в Культурфорумі, де об'єдналися розділені Берлінською стіною західна і східна графічні колекції.

## Колекція
Основу колекції утворюють малюнки і друкована графіка, що охоплює період від Середньовіччя до сучасності. У гравюрному кабінеті також представлені середньовічні та ренесансні ілюміновані рукописи, географічні мапи, ескізи та гравюрні дошки. У фондах гравюрного кабінету представлені численні графічні твори італійських, німецьких та голландських художників (Андреа Мантенья, Сандро Ботічеллі, Майстер ES, зокрема його гравюра «Сад кохання з шахістами», Альбрехт Дюрер, Альбрехт Альтдорфер, Матіас Грюневальд, Ієронім Босх, Пітер Брейгель Старший, Рембрандт, Джованні Баттіста Тьєполо), та роботами XIX століття (Даніель Ходовецький, Каспар Давид Фрідріх, Карл Фрідріх Шинкель, Адольф Менцель). Окрім того важливе місце в експозиції займають твори класичного модернізму (Едвард Мунк, Ернст Людвіг Кірхнер, Пабло Пікассо), поп-арту (Річард Гамільтон, Енді Воргол, Джаспер Джонс, Френк Стелла) концептуального мистецтва та мінімалізму.

## Галерея

### Малюнки Дюрера

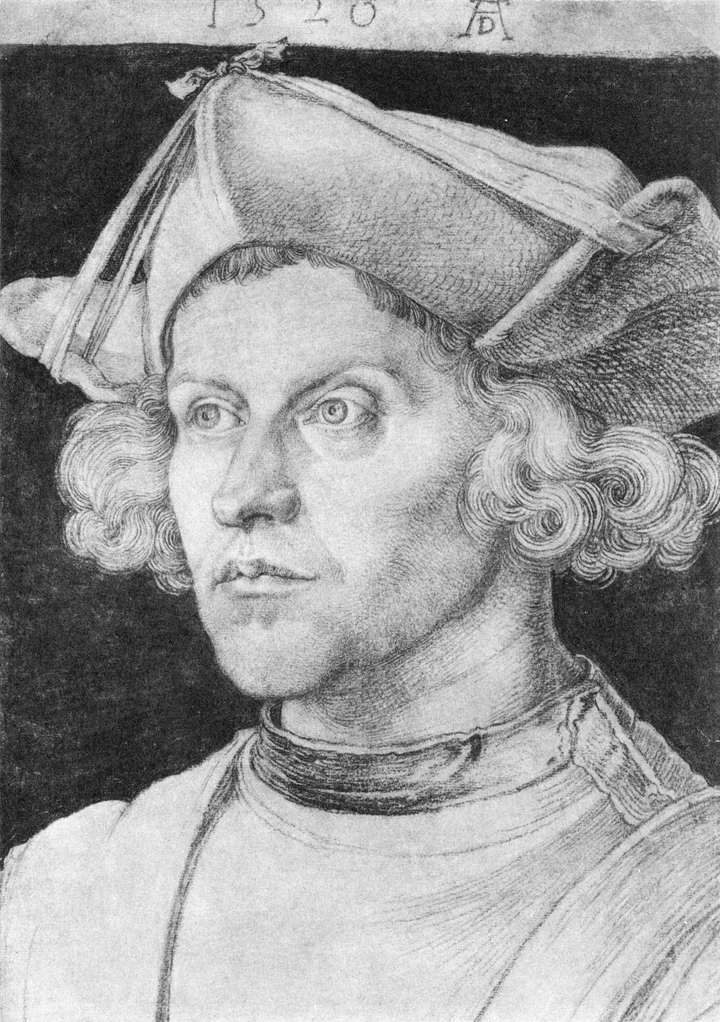
Альбрехт Дюрер: "Портрет невідомого чоловіка"
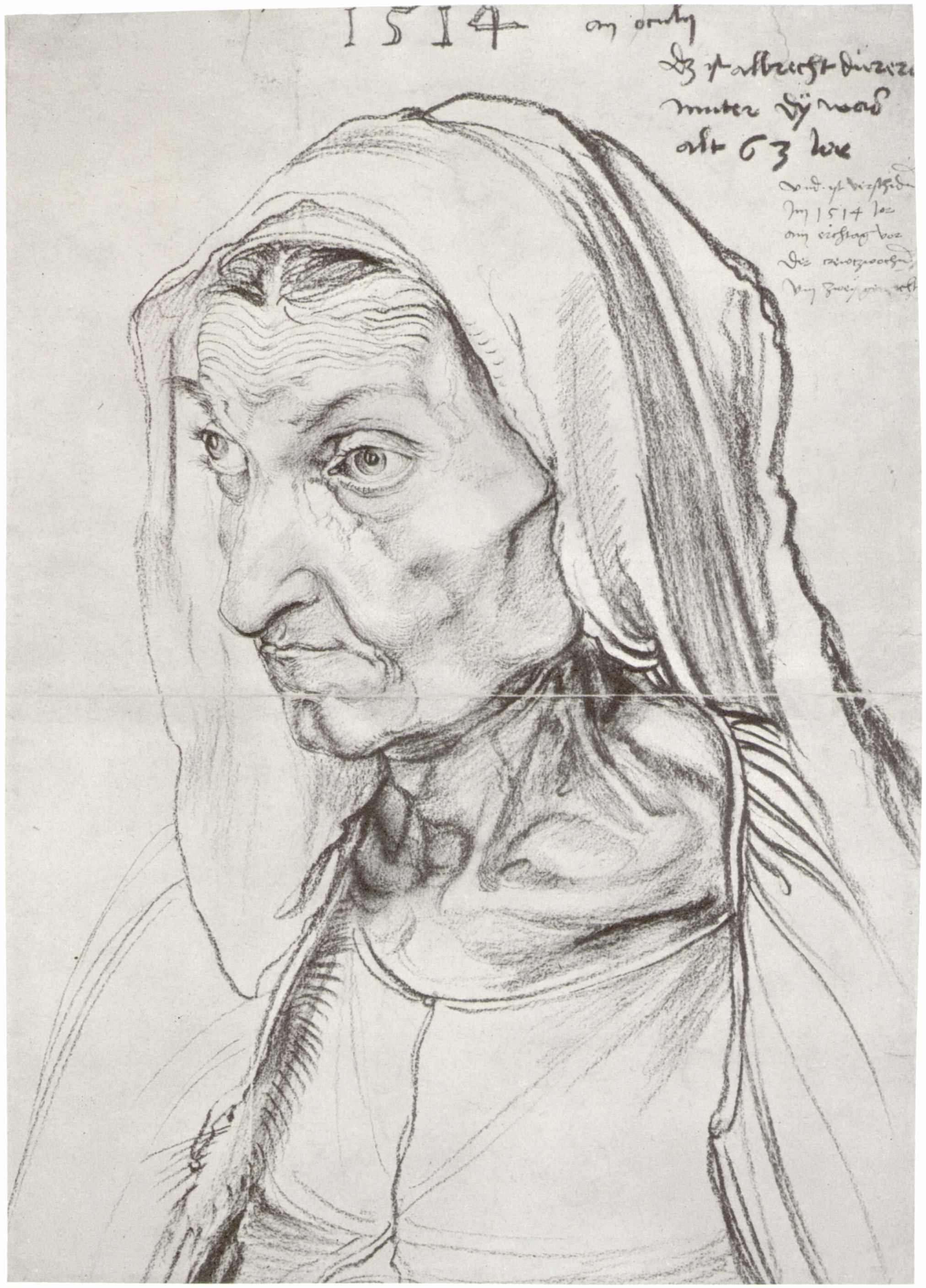
Альбрехт Дюрер: "Портрет матері Дюрера"
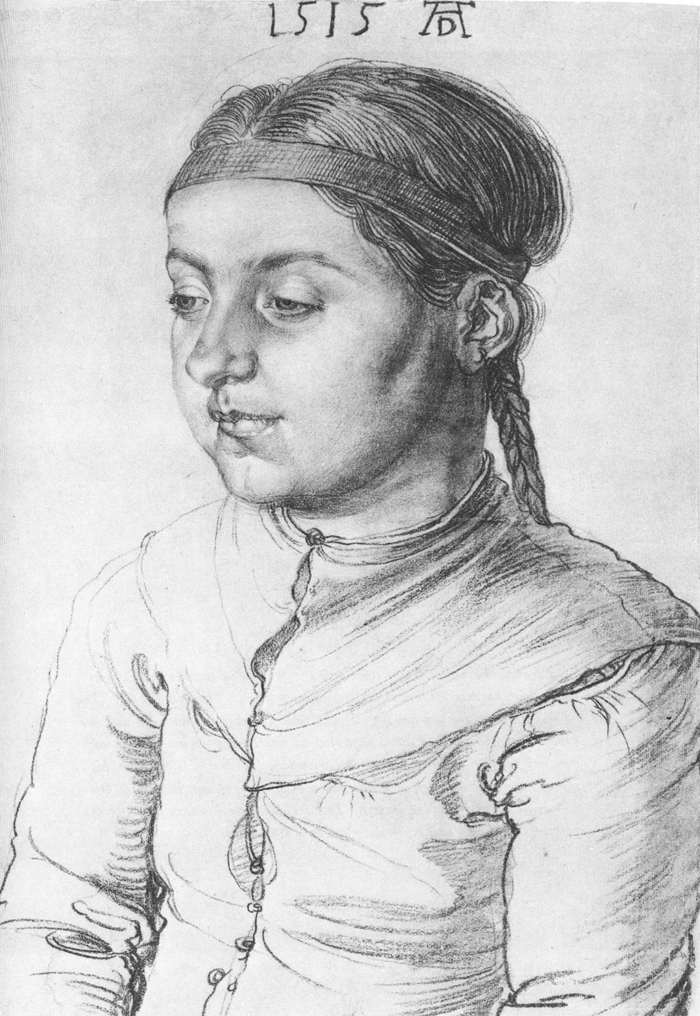
Альбрехт Дюрер: "Портрет дівчинки"
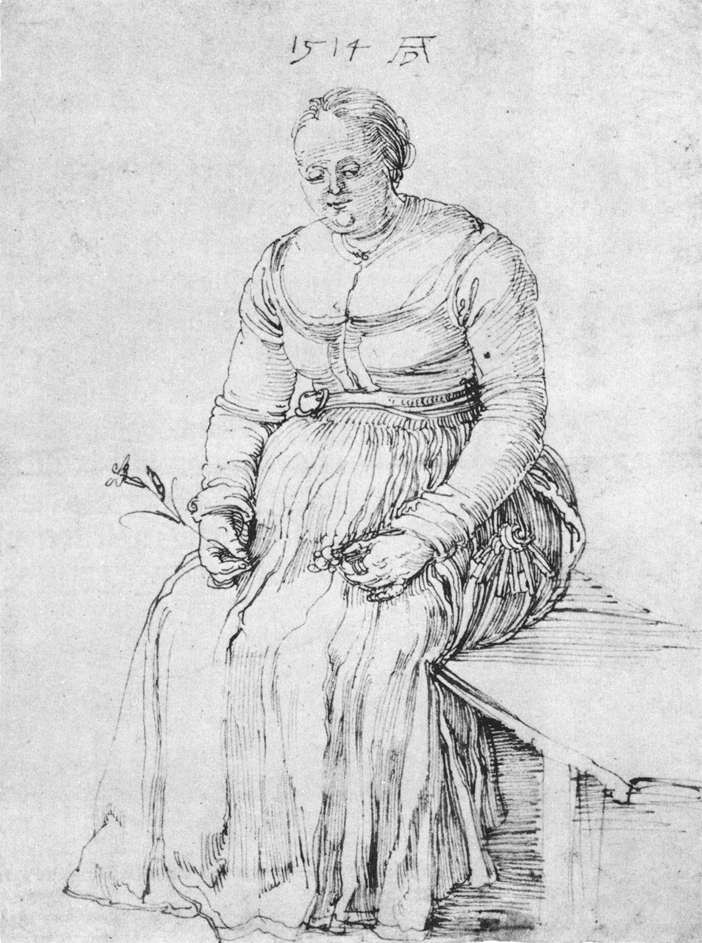
Альбрехт Дюрер: "Жінка, що сидить"
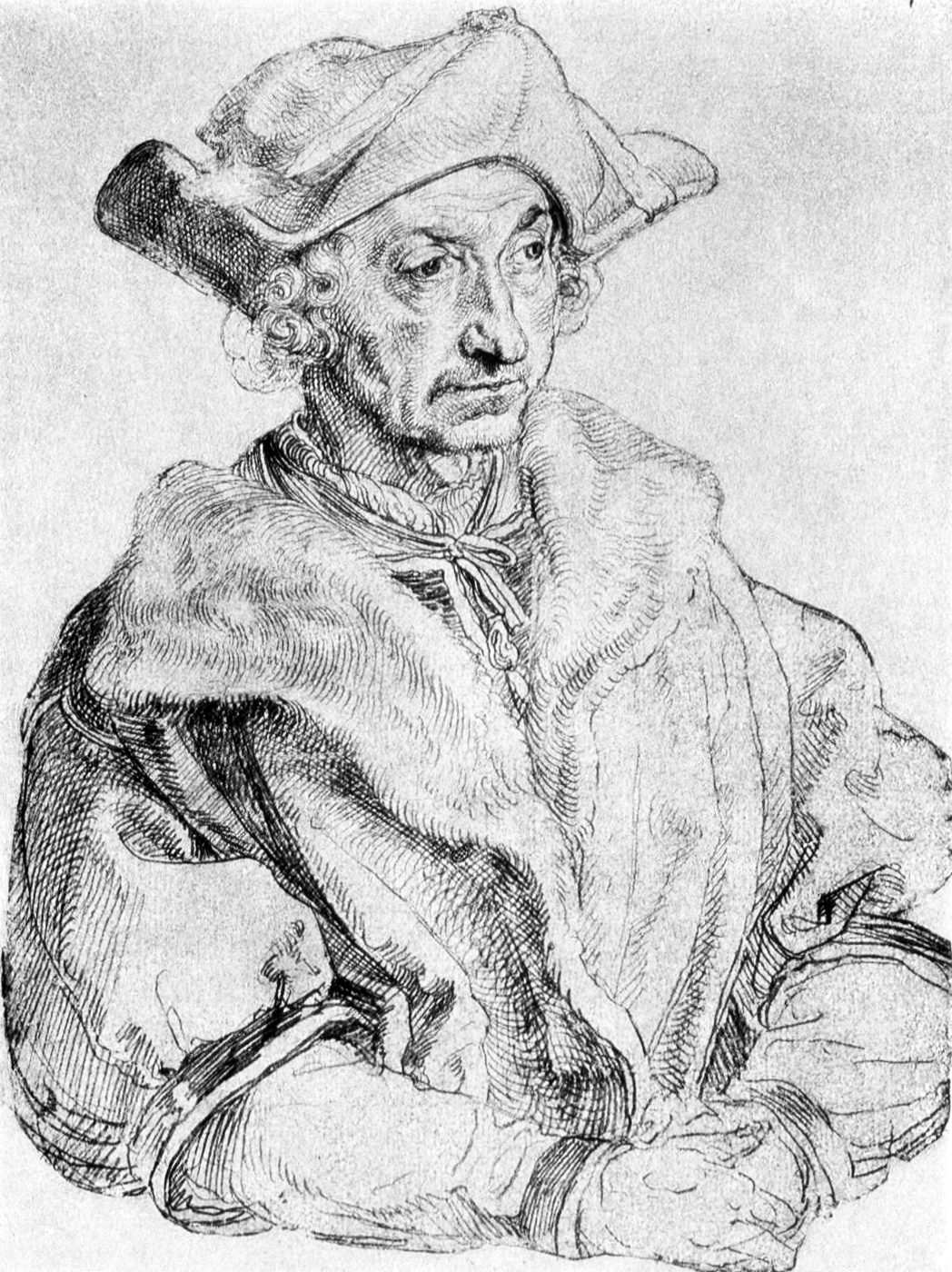
Альбрехт Дюрер "Себастіан Брант"

### Малюнки Грюневальда

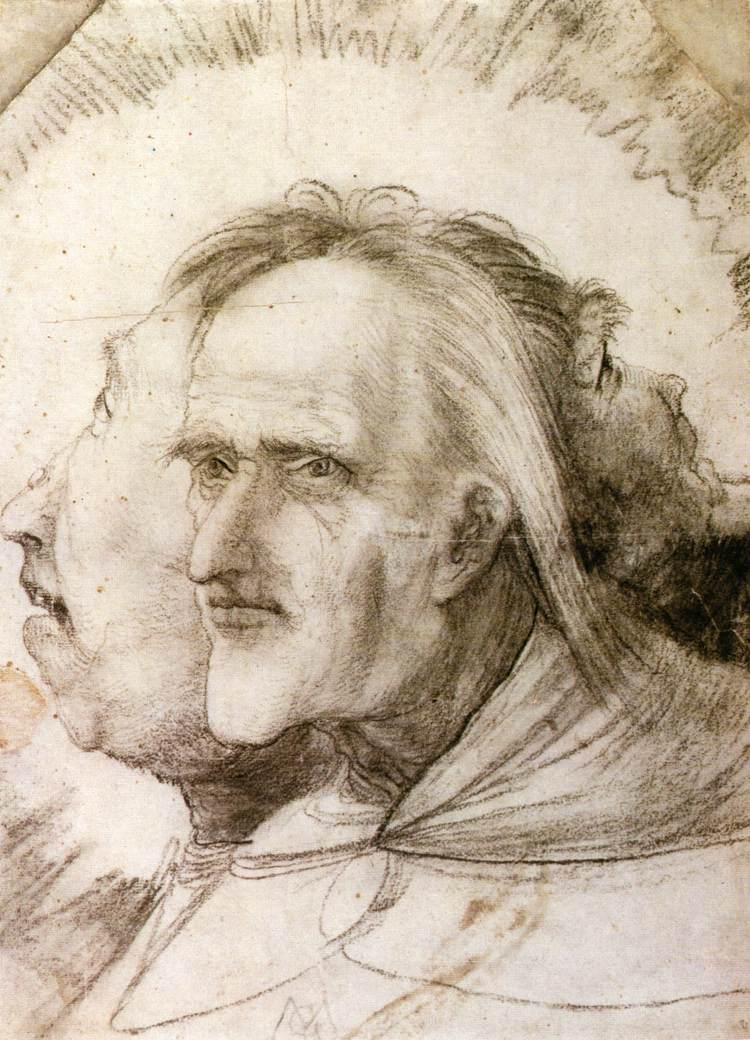
Матіас Грюневальд: "Потрійний портрет"
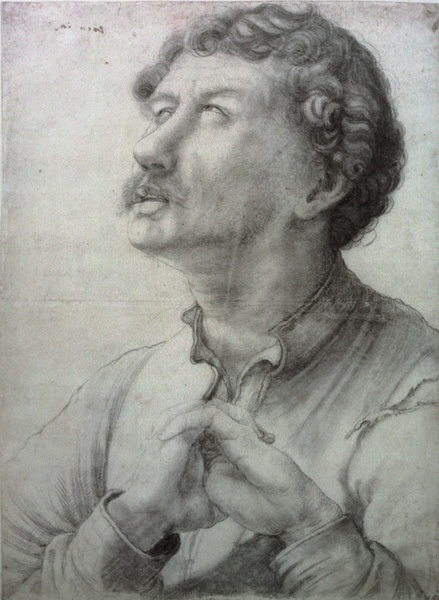
Матіас Грюневальд: "Апостол Іоанн"
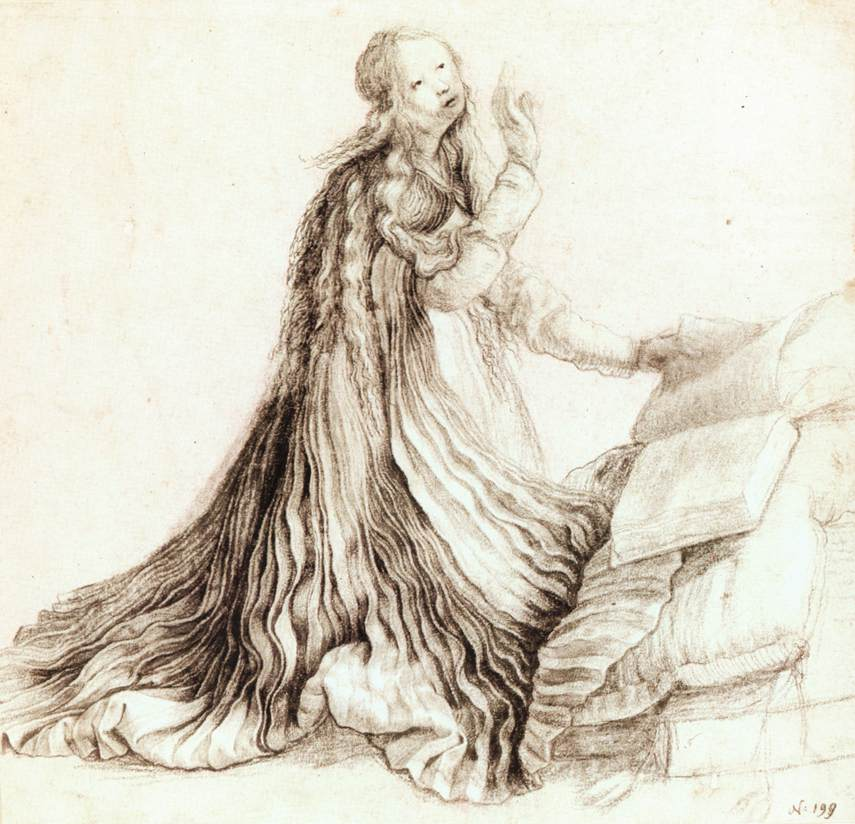
Матіас Грюневальд: "Благовіщення"
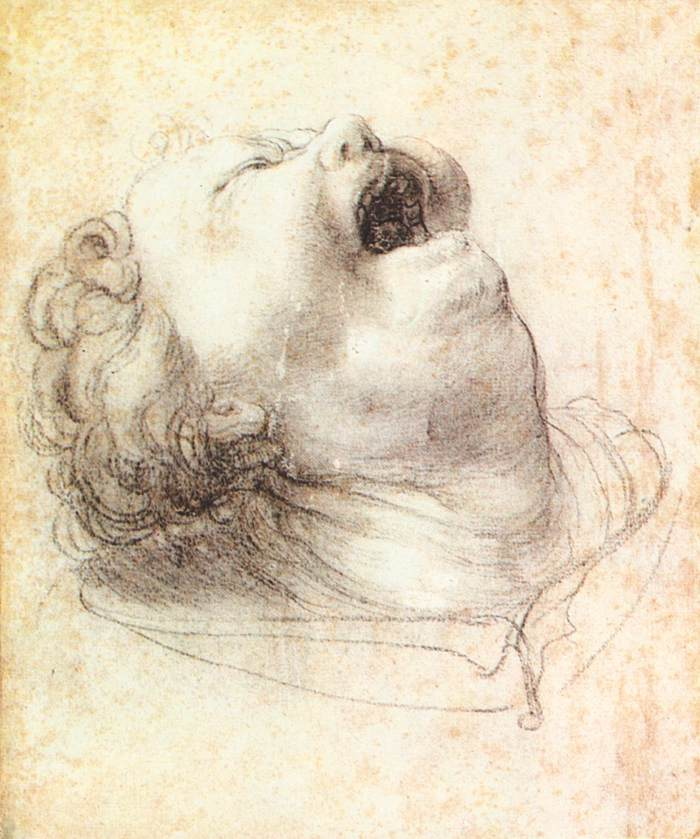
"Голова чоловіка, що кричить"

### Інші художники

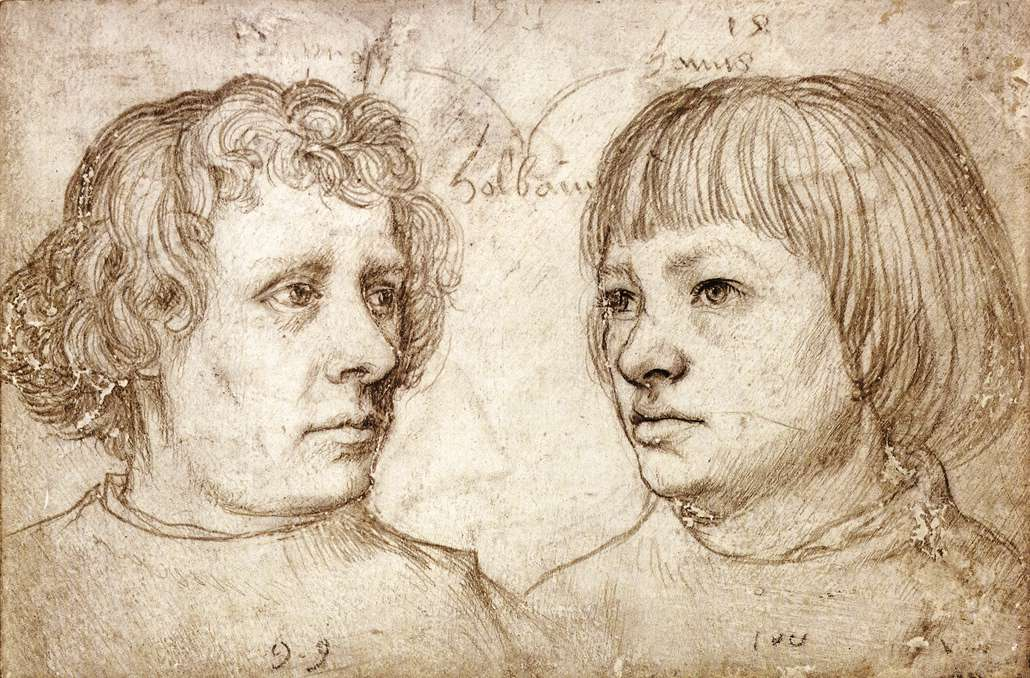
Ганс Гольбейн Молодший: Портрет Амброзіуса і Ганса Гольбейнів
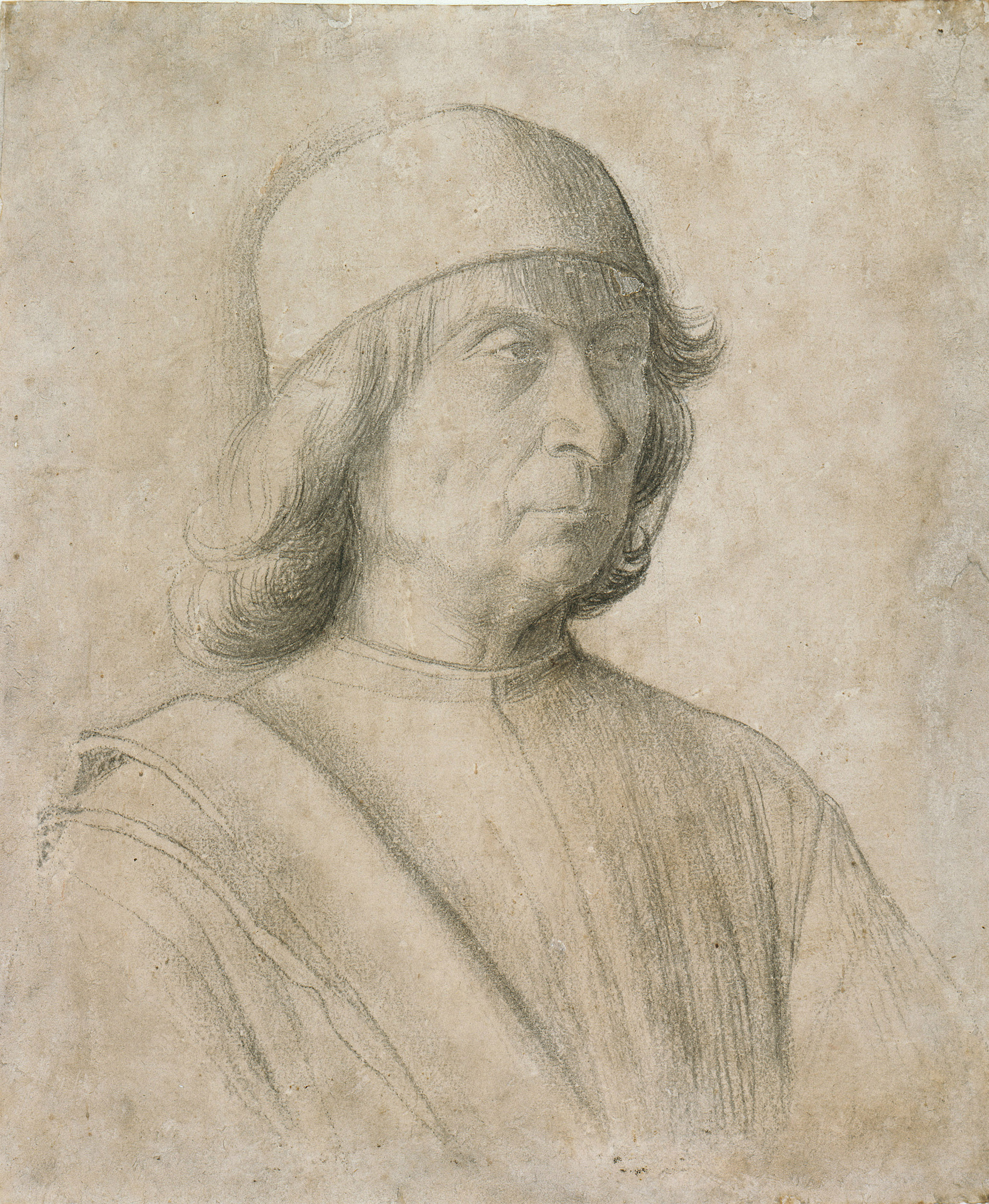
Джентіле Белліні: "Автопортрет"
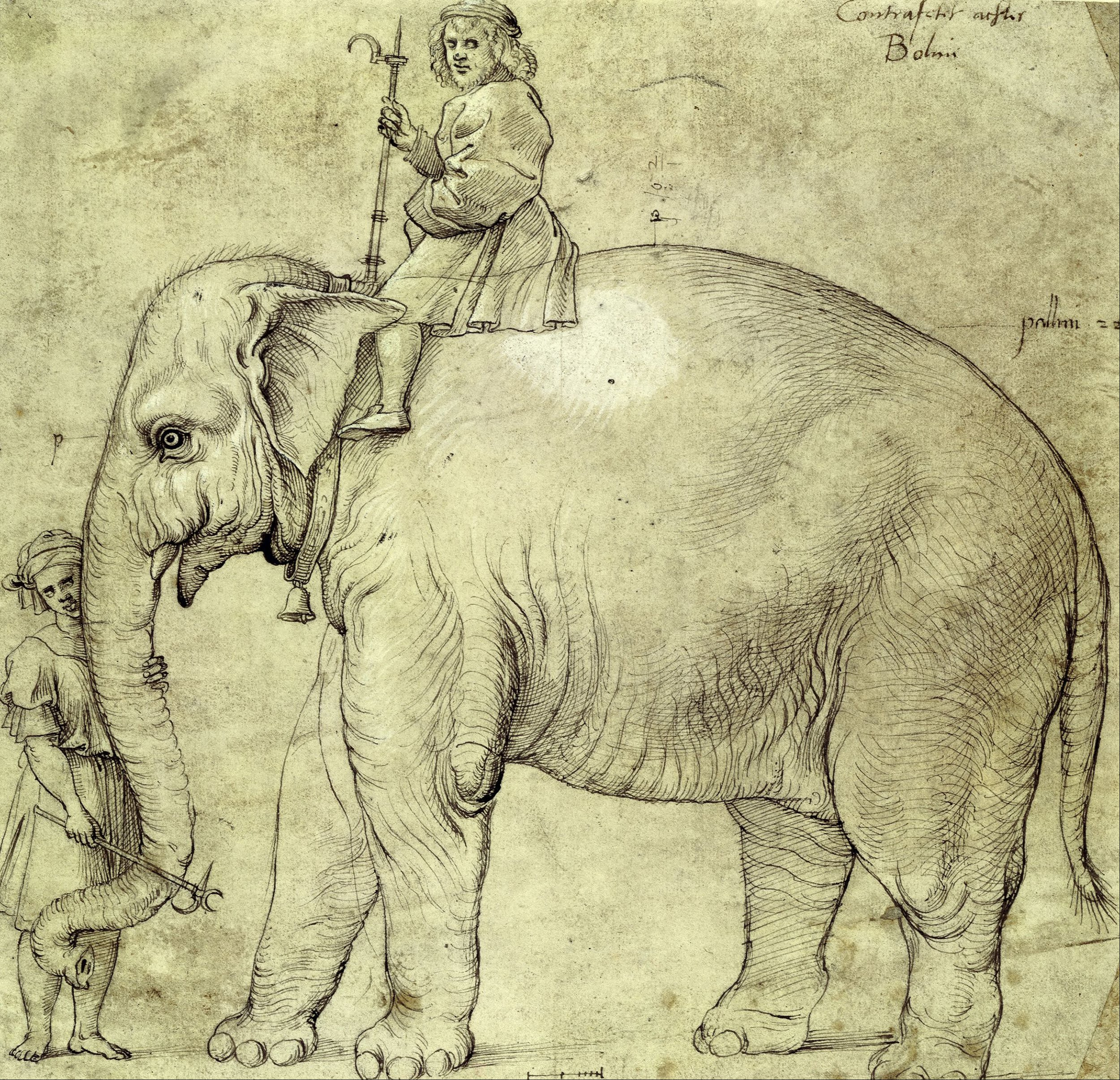
Рафаель: "Слон Ганно"
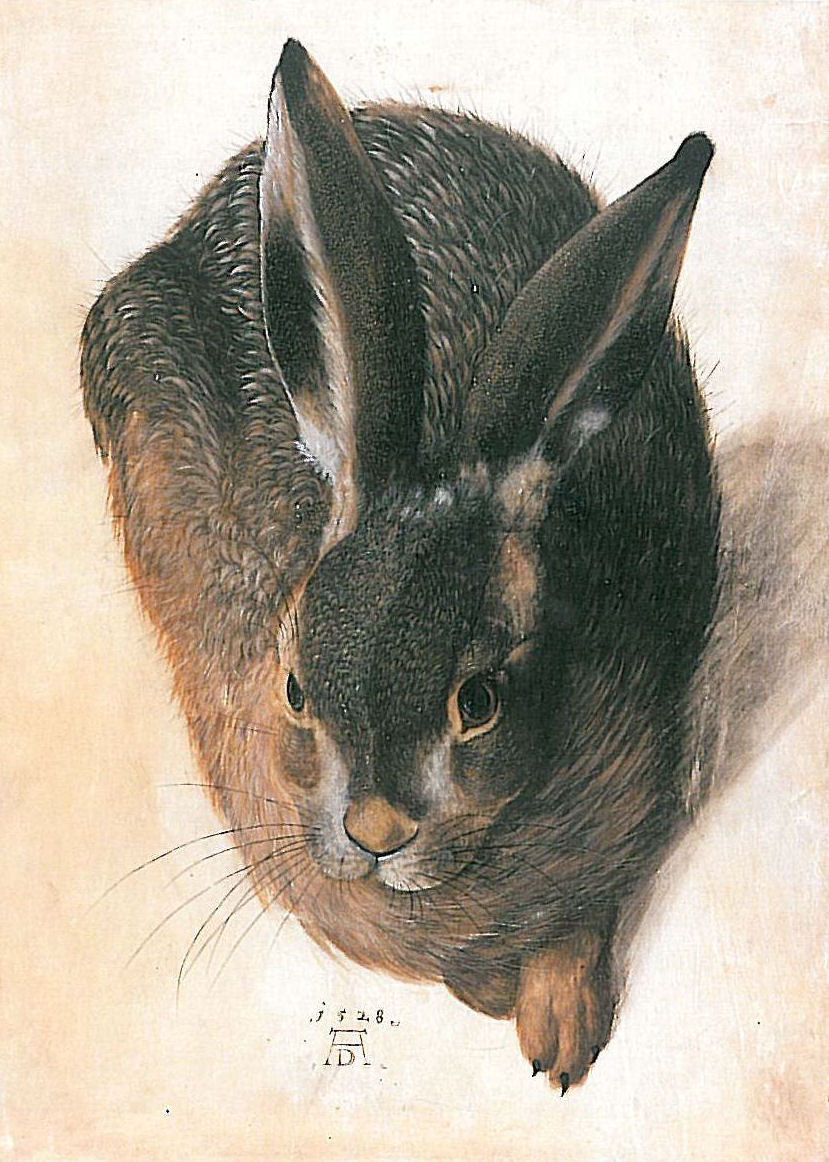
"Заєць" з фальшивою монограмою Дюрера
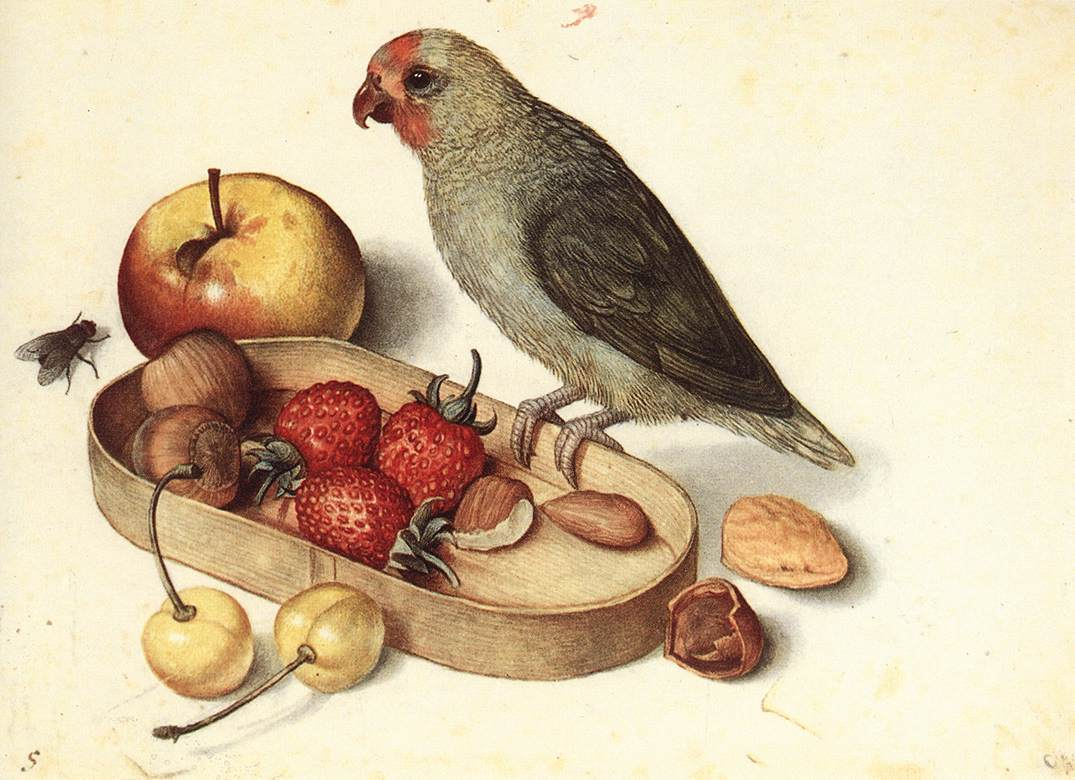
Георг Флегель: "Натюрморт з папужком"